# Levan Kalandadze
Levan Garievitch Kalandadze (en russe : Леван Гариевич Каландадзе) est un joueur russe de volley-ball né le 28 décembre 1989. Il mesure 2,08 m et joue réceptionneur-attaquant. Il totalise 3 sélections en équipe de Russie.

## Clubs
| Club                 | De        | À         |
| -------------------- | --------- | --------- |
| Metal. Stary Oskol   | 2008-2009 | 2008-2009 |
| Lokomotiv Belgorod   | 2009-2010 | 2012-2013 |
| VK Lokomotiv Kharkiv | 2013-2014 | ...       |

## Palmarès
- Championnat de Russie (1)
  - Vainqueur : 2013
- Coupe de Russie (1)
  - Vainqueur : 2012
- Supercoupe de Russie (1)
  - Vainqueur : 2013
  - Perdant : 2010